# تياب خونسرخ (غتشين)
تياب خونسرخ (بالفارسية: تیاب خون‌سرخ) هي قرية تقع في إيران في هرمزغان. يقدر عدد سكانها بـ 584 نسمة .